# ونیامین سولداچنکو
ونیامین سولداچنکو (روسی: Вениамин Васильевич Солдатенко؛ زادهٔ ۴ january ۱۹۳۹ (۸۶ سال)) ورزشکار دو و میدانی اهل اتحاد جماهیر شوروی سوسیالیستی است.